# 蘆葦 (植物)

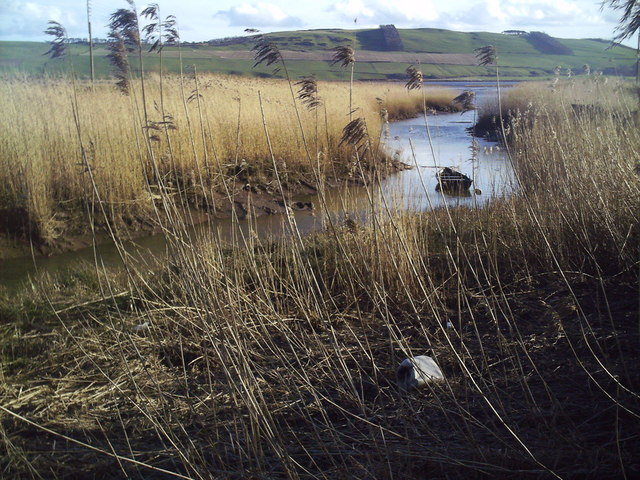
生長於鹽鹼灘的蘆葦

蘆葦，又稱蘆草、葦草、萑、荻、蒹葭、藺草，一種草本植物的通用俗名。就像蒲草，許多生長在濕地，長而直，像是雜草一樣的草本植物，都被稱為蘆葦。因為蘆葦生長，會產生蘆原的景觀，它們是保护湿地环境和野生动物的重要植物，许多种鸟类栖息在芦苇丛中。最典型而常見的蘆葦，為禾本科的常見蘆葦。其他如禾本科、莎草科、黑三棱科、香蒲科、帚灯草科的許多種植物，都會被通稱為蘆葦。
它可用於製作茅草屋頂、簧片，當成燃料，或是編織草鞋、草席之用。

## 有关诗词
- 江村即事 (司空曙) 钓罢归来不系船，江村月落正堪眠。纵然一夜风吹去，只在芦花浅水边。
- 江村晚眺 (戴复古) 江头落日照平沙，潮退渔船阁岸斜。白鸟一双临水立，见人惊起入芦花。
- 咏芦苇 (余亚飞) 浅水之中潮湿地，婀娜芦苇一丛丛；迎风摇曳多姿态，质朴无华野趣浓。
- 《詩經·蒹葭》：“蒹葭苍苍，白露为霜。所谓伊人，在水一方。”

## 故事
在古代，各国人民都已经熟悉芦苇，有许多关于芦苇的故事和传说。法国拉·封丹寓言曾经讲合力抗击风的芦苇群比大树更坚强，比喻弱小的群体比强大的个体要更能抵抗外来侵袭。
思想家布莱兹·帕斯卡在沉思錄一書中說，人是會思考的蘆葦。